# 弗拉姆河
46°24′28.21″N 15°41′23.76″E / 46.4078361°N 15.6899333°E
弗拉姆河，是斯洛文尼亞的河流，屬於波爾斯卡瓦河的支流，處於下施蒂利亞地區，發源自波霍列山脈，河道全長26公里，流域面積43平方公里。